# بنجامين ويست (عالم فلك)
بنجامين ويست (بالإنجليزية: Benjamin West)‏ هو عالم فلك أمريكي، ولد في 1 مارس 1730 في Rehoboth, Massachusetts ‏ في الولايات المتحدة، وتوفي في 26 أغسطس 1813 في بروفيدنس في الولايات المتحدة.